# Johannes Rammelt
Johannes Karl Rammelt (* 9. Juni 1873 in Weißenfels; † 26. August 1955 in Gernrode, Harz) war ein deutscher Pädagoge, Bibliothekar und Politiker (DVP). Von Juni bis November 1924 gehörte Rammelt dem konservativen Übergangskabinett der Regierung des Landes Anhalt als Staatsminister an.

## Leben und Beruf

### Frühes Leben
Rammelt war ein Sohn des Kürschnermeisters Karl Samuel Rammelt (1827–1906) und seiner zweiten Ehefrau Auguste Wilhelmine (1838–1922), geb. Pätzold. Nach dem Abitur an der Lateinschule in Halle (Saale) studierte Rammelt Klassische Philologie und Geschichte an den Universitäten in Halle (Saale) und Berlin. Während seines Studiums wurde er 1892 Mitglied der Sängerschaft Fridericiana Halle. Er schloss sein Studium 1897 mit dem Staatsexamen für das höhere Lehramt ab. Im selben Jahr wurde er an der Universität Halle mit einer Arbeit über die Zerstörung Magdeburgs im Jahr 1631 zum Dr. phil. promoviert. 
Anschließend absolvierte Rammelt sein erstes Probejahr am Königlichen Viktoria-Gymnasium (heute Gymnasium Geschwister Scholl) in Burg bei Magdeburg. Das zweite Probejahr leistete er am Stadtgymnasium in Halle ab, wo er anderthalb Jahre als Hilfslehrer und ab dem 1. April 1902 als Oberlehrer tätig war. Zum 1. Oktober 1909 wurde er zum Direktor des Melanchthon-Gymnasiums in Wittenberg ernannt. Diese Stellung hatte er zweieinhalb Jahre lang inne. Zum 1. April 1912 wurde er als Oberschulrat und Dezernent des höheren Knabenschulwesens (später "höheres Unterrichtswesen") in die anhaltinische Regierung versetzt. Diese Stellung hatte er bis 1920 inne. 1917 wurde er zum Regierungs- und Oberschulrat ernannt.
Von 1914 bis 1915 nahm Rammelt als Soldat am Ersten Weltkrieg teil. Er schied mit dem Rang eines Majors der Landwehr aus der Armee aus.

### Weimarer Republik und NS-Zeit
Nach dem Ende des Ersten Weltkrieges trat Rammelt in die neugegründete DVP ein, in der er Vorsitzender des Anhaltinischen Landesverbandes der Partei wurde.
Von 1922 bis 1932 amtierte Rammelt – mit kurzer Unterbrechung während seiner Tätigkeit im Anhaltischen Staatsministerium im Jahre 1924 – als Direktor der Anhaltischen Landesbücherei in Dessau mit dem Rang eines Oberregierungsrates. Anschließend war er von Juni 1932 bis Juni 1938 Abteilungsleiter für das Schulwesen bei der Anhaltischen Staatsregierung.
Von 1924 bis 1932 gehörte Rammelt dem Anhaltischen Landtag als Abgeordneter an. Zusätzlich hierzu trat er am 4. August 1924 im Nachrückverfahren für den ausgeschiedenen Abgeordneten Wilhelm Thierkopf in den Reichstag ein, dem er bis Dezember 1924 vier Monate lang als Abgeordneter angehörte. Am 3. Oktober 1929 trat er erneut, diesmal für den verstorbenen Abgeordneten Walther Kulenkampff, in den Reichstag ein, dem er diesmal bis zu seiner Auflösung im Juli 1930 angehörte. Insgesamt gehörte er dem Reichstag somit verteilt auf zwei Phasen knapp ein Jahr lang als Parlamentarier an.
Vom 9. Juli bis zum 24. November 1924 amtierte Rammelt als Staatsminister im Kabinett der von Ministerpräsident Willy Knorr geführten konservativen Übergangsregierung des Landes Anhalt mit dem Rang eines Staatsrates (Kabinett Knorr).
Während des Zweiten Weltkriegs lebte Rammelt noch im Dessau. Im Adressbuch für Dessau 1944/45 ist er mit Wohnsitz in der Ringstraße 22 verzeichnet.
Nach dem Zweiten Weltkrieg lebte Rammelt mit seiner Frau und seiner älteren Tochter in der Äbtissinstraße 1 in Gernrode bei Quedlinburg im Harz, wo er 1955 verstarb.

## Ehe und Familie
Rammelt war seit dem 16. Oktober 1900 mit Frieda Elisabeth Pätzold (* 10. Februar 1877 in Naumburg; † 9. Januar 1951 in Gernrode) verheiratet. Aus der Ehe gingen die Töchter Irmgard (* 2. Oktober 1902 in Halle) und Ingeborg (* 3. August 1906 in Halle; † 1995 ebd.) hervor.

## Schriften
Als Autor:
- Die Frage nach dem Urheber der Zerstörung Magdeburgs 1631, Karras, Halle an der Saale 1897. (Dissertation)
- Wer hat Magdeburg zerstört? (1631) : [Vortrag, gehalten im Thüringich-Sächsischen Verein für Geschichte und Altertumskunde], 1910 (Digitalisat)
- Das pädagogische Seminar zur Ausbildung der Kandidaten des höheren Lehramts im Herzogtum Anhalt, 1916.
- J. B. Basedow. Der Philanthropinismus und das Dessauer Philanthropin. Veröffentlichungen der Anhaltischen Landesbücherei in Dessau, Bd. 1, Dessau 1929.

Als Bearbeiter:
- Briefe des anhaltischen Hofkapellmeisters, S. l, 1938. (Briefe von Friedrich Schneider)